# Carlo Massimiliano di Dietrichstein
Carlo Massimiliano di Dietrichstein (Brno, 28 aprile 1702 – Mikulov, 24 ottobre 1784) è stato un nobile boemo.
Fu principe di Dietrichstein dal 1738 fino alla sua morte.

## Biografia
Carlo Massimiliano nacque a Brno nel 1702, figlio di Gualtiero Francesco Saverio di Dietrichstein, V principe di Dietrichstein, e della sua seconda moglie, la contessa Karolina Maximiliana Pruskovsky von Proskau.
In quanto figlio terzogenito, Carlo Massimiliano venne destinato alla carriera ecclesiastica sin dalla nascita; per questo ebbe un'ottima educazione tramite tutori privati e con questi intraprese un Grand Tour in Europa. La prematura scomparsa dei suoi fratelli maggiori Carlo Francesco (1703) e Giovanni Giuseppe (1709) lasciò Carlo Massimiliano quale successivo erede di suo padre.
Oltre che proprietario di un notevole patrimonio feudale, quando Carlo Massimiliano venne chiamato a succedere a suo padre come principe di Dietrichstein alla morte di quest'ultimo nel 1738, iniziò una proficua carriera alla corte imperiale di Vienna. Venne nominato Kämmerer dell'imperatore, Oberst-Erblandmundschenk del ducato di Carinzia e nel 1783, dopo la morte del conte Dismas Giuseppe di Dietrichstein (della linea dei Dietrichstein-Weichselstädt), divenne anche Oberst-Hofmeister e Obersterbland-Jägermeister nel ducato di Stiria.
Carlo Massimiliano fu membro del Consiglio Aulico e poi del Consiglio Privato imperiale che gli consentì di esercitare una certa influenza negli affari di governo del Sacro Romano Impero, in particolare nei difficili anni in cui l'imperatore Carlo VI, non avendo avuto eredi maschi, nominò sua erede la figlia Maria Teresa con la Prammatica sanzione. Durante i primi anni di governo di Maria Teresa, Carlo Massimiliano fu uno dei suoi consiglieri. Dal 1745 al 1754 fu Oberst-Hofmarschall dell'imperatore Francesco I, marito di Maria Teresa.
Nel 1749 venne nominato cavaliere dell'Ordine del Toson d'oro, nella medesima cerimonia in cui ricevettero l'onorificenza anche Alessandro Ferdinando di Thurn und Taxis, Giovanni Guglielmo di Trautson, Wenzel Anton von Kaunitz-Rietberg e Ferdinando Bonaventura II di Harrach.
Nel 1754 Carlo Massimiliano rinunciò alla propria posizione di Oberst-Hofmarschall per potersi dedicare interamente all'amministrazione dei propri possedimenti. Sulla base del testamento di suo nonno materno, il conte George Christoph Pruskovsky von Proskau, dopo la morte di suo cugino morto senza eredi il 29 luglio 1769, Carlo Massimiliano, ereditò i titoli, lo stemma ed i possedimenti dei conti di Proskau, tra cui i distretti di Proskau (in polacco: Prószków; città dell'alta Slesia nella contea di Opole, nella Polonia meridionale attuale) e Klein Strehlitz (in polacco: Strzeleczki); ad ogni modo poco dopo contesse il titolo di conte di Proskau con rispettivi feudi e stemma al primogenito. Nel 1781, per la malattia e le fatiche nel gestire il proprio patrimonio, Carlo Massimiliano decise di concedere la gestione delle proprietà di famiglia al figlio primogenito, mantenendo comunque per sé il titolo di principe sino alla propria morte.
Durante i 46 anni del suo regno, Carlo Massimiliano fu in grado di espandere significativamente i propri domini, acquisendo tra le altre, le signorie di Židlochovice, Velké Nemcice e Cvrčovice.
Il 14 settembre 1784 un tremendo incendio scoppiò a Nikolsburg, distruggendo più di 250 case, l'intera parte nord-orientale della città, il monastero locale dei cappuccini e la chiesa della Madonna di Loreto, chiesa quest'ultima che in questo incendio perse gran parte del tesoro accumulato nei secoli. La notizia dell'incendio scosse a tal punto il principe che morì appena un mese dopo l'accaduto, all'età di 82 anni. Venne sepolto nel mausoleo di famiglia.

## Matrimonio e figli
A Nikolsburg il 2 settembre 1725, Carlo Massimiliano sposò Maria Anna Giuseppa (25 marzo 1705 – 4 ottobre 1764), figlia del conte Sigismondo Federico I di Khevenhüller-Aichelberg. La coppia ebbe insieme undici figli, di cui però solo tre raggiunsero la maggiore età:
- Carlo Giovanni Battista Walther Sigismondo Ernesto Nepomuceno Luigi (27 giugno 1728 – 25 maggio 1808), VII principe di Dietrichstein.
- Federico Antonio (1729 – 1730/49?).
- Francesco Saverio Giuseppe (20 aprile 1730 – poco dopo la nascita).
- Francesco Tommaso (1731 – poco dopo la nascita).
- Francesco di Paola Tommaso Agostino Giuseppe Giovanni Nepomuceno Carlo (13 dicembre 1731 – 29 novembre 1813), sposò il 25 aprile 1770 la baronessa Maria Karoline von Reischach. Ebbe discendenza.
- Maria Teresa (28 novembre 1733 – 1 luglio 1740).
- Maria Giuseppa Anna Barbara (2 novembre 1736 – 21 dicembre 1799), sposò il 20 maggio 1754 il conte Ernesto Guido di Harrach-Rohrau-Thannhausen.
- Francesco Saverio[9] (16 marzo 1739 – 15 agosto 1744).
- Giovanni Venceslao (16 gennaio 1741 – 17 gennaio 1744).
- Sigismondo Mattia (24 febbraio 1742 – 15 marzo 1744).
- Antonio di Padova (10 luglio/1 agosto 1744 – 3 gennaio 1759).

## Albero genealogico
|                                                                           |                                        |                                               | Genitori                                         |  |  | Nonni |  |  | Bisnonni                                                    |  |  | Trisnonni                                              |  |
|                                                                           |                                        |                                               |                                                  |  |  |       |  |  | Massimiliano di Dietrichstein, II principe di Dietrichstein |  |  | Sigismondo II di Dietrichstein, conte di Dietrichstein |  |
|                                                                           |                                        |                                               |                                                  |  |  |       |  |  | Massimiliano di Dietrichstein, II principe di Dietrichstein |  |  | Sigismondo II di Dietrichstein, conte di Dietrichstein |  |
|                                                                           |                                        | Johanna von der Leiter                        |                                                  |  |  |       |  |  | Massimiliano di Dietrichstein, II principe di Dietrichstein |  |  |                                                        |  |
| Ferdinando Giuseppe di Dietrichstein, III principe di Dietrichstein       |                                        |                                               |                                                  |  |  |       |  |  | Massimiliano di Dietrichstein, II principe di Dietrichstein |  |  |                                                        |  |
|                                                                           |                                        | Anna Maria von und zu Liechtenstein           | Carlo I del Liechtenstein                        |  |  |       |  |  |                                                             |  |  |                                                        |  |
|                                                                           |                                        | Anna Maria von und zu Liechtenstein           | Carlo I del Liechtenstein                        |  |  |       |  |  |                                                             |  |  |                                                        |  |
|                                                                           |                                        | Anna Maria von und zu Liechtenstein           | Anna Maria Šemberová of Boskovice and Černá Hora |  |  |       |  |  |                                                             |  |  |                                                        |  |
| Gualtiero Francesco Saverio di Dietrichstein, V principe di Dietrichstein |                                        | Anna Maria von und zu Liechtenstein           |                                                  |  |  |       |  |  |                                                             |  |  |                                                        |  |
|                                                                           |                                        | Giovanni Antonio I di Eggenberg               | Giovanni Ulrico di Eggenberg                     |  |  |       |  |  |                                                             |  |  |                                                        |  |
|                                                                           |                                        | Giovanni Antonio I di Eggenberg               | Giovanni Ulrico di Eggenberg                     |  |  |       |  |  |                                                             |  |  |                                                        |  |
|                                                                           |                                        | Giovanni Antonio I di Eggenberg               | Maria Sidonia von Thannhausen                    |  |  |       |  |  |                                                             |  |  |                                                        |  |
| Maria Elisabetta di Eggenberg                                             |                                        | Giovanni Antonio I di Eggenberg               |                                                  |  |  |       |  |  |                                                             |  |  |                                                        |  |
|                                                                           |                                        | Anna Maria di Brandeburgo-Bayreuth            | Cristiano di Brandeburgo-Bayreuth                |  |  |       |  |  |                                                             |  |  |                                                        |  |
|                                                                           |                                        | Anna Maria di Brandeburgo-Bayreuth            | Cristiano di Brandeburgo-Bayreuth                |  |  |       |  |  |                                                             |  |  |                                                        |  |
|                                                                           |                                        | Anna Maria di Brandeburgo-Bayreuth            | Maria di Hohenzollern                            |  |  |       |  |  |                                                             |  |  |                                                        |  |
| Carlo Massimiliano di Dietrichstein, VI principe di Dietrichstein         |                                        | Anna Maria di Brandeburgo-Bayreuth            |                                                  |  |  |       |  |  |                                                             |  |  |                                                        |  |
|                                                                           | Georg Christoph Proskovsky von Proskau | Hans Christoph Proskovsky von Proskau         |                                                  |  |  |       |  |  |                                                             |  |  |                                                        |  |
|                                                                           | Georg Christoph Proskovsky von Proskau | Hans Christoph Proskovsky von Proskau         |                                                  |  |  |       |  |  |                                                             |  |  |                                                        |  |
|                                                                           | Georg Christoph Proskovsky von Proskau | Kunigunde von Guttenstein                     |                                                  |  |  |       |  |  |                                                             |  |  |                                                        |  |
| Georg Christoph von Proskau                                               | Georg Christoph Proskovsky von Proskau |                                               |                                                  |  |  |       |  |  |                                                             |  |  |                                                        |  |
|                                                                           |                                        | Anna Maria Juliana Kochticky von Kochtitz     | Nikolaus Kochticky von Kochtitz                  |  |  |       |  |  |                                                             |  |  |                                                        |  |
|                                                                           |                                        | Anna Maria Juliana Kochticky von Kochtitz     | Nikolaus Kochticky von Kochtitz                  |  |  |       |  |  |                                                             |  |  |                                                        |  |
|                                                                           |                                        | Anna Maria Juliana Kochticky von Kochtitz     | Maria Anna von Maltitz                           |  |  |       |  |  |                                                             |  |  |                                                        |  |
| Karolina Maximiliana von Proskau                                          |                                        | Anna Maria Juliana Kochticky von Kochtitz     |                                                  |  |  |       |  |  |                                                             |  |  |                                                        |  |
|                                                                           |                                        | Johann Ambros von Thurn-Valsassina            | Jobst Joseph von Thurn-Valsassina                |  |  |       |  |  |                                                             |  |  |                                                        |  |
|                                                                           |                                        | Johann Ambros von Thurn-Valsassina            | Jobst Joseph von Thurn-Valsassina                |  |  |       |  |  |                                                             |  |  |                                                        |  |
|                                                                           |                                        | Johann Ambros von Thurn-Valsassina            | Susanna von und zu Stubenberg                    |  |  |       |  |  |                                                             |  |  |                                                        |  |
| Marie Rosalie von Thurn-Valsassina                                        |                                        | Johann Ambros von Thurn-Valsassina            |                                                  |  |  |       |  |  |                                                             |  |  |                                                        |  |
|                                                                           |                                        | Beatrix Regina von Thurn-Hofer und Valsassina | Johann Philipp von Thurn und Valsassina          |  |  |       |  |  |                                                             |  |  |                                                        |  |
|                                                                           |                                        | Beatrix Regina von Thurn-Hofer und Valsassina | Johann Philipp von Thurn und Valsassina          |  |  |       |  |  |                                                             |  |  |                                                        |  |
|                                                                           |                                        | Beatrix Regina von Thurn-Hofer und Valsassina | Eleonora Maria di Gonzaga-Luzzara                |  |  |       |  |  |                                                             |  |  |                                                        |  |
|                                                                           |                                        | Beatrix Regina von Thurn-Hofer und Valsassina |                                                  |  |  |       |  |  |                                                             |  |  |                                                        |  |